# Incoronazione di santa Rosalia
L'Incoronazione di santa Rosalia (o Madonna col Bambino e i santi Rosalia, Pietro e Paolo) è il soggetto di un dipinto di Antoon van Dyck.
È l'ultimo quadro dedicato da Van Dyck alla santa palermitana, dal pittore più volte raffigurata a partire dagli anni del suo soggiorno in Sicilia (1624-1625).

## Storia

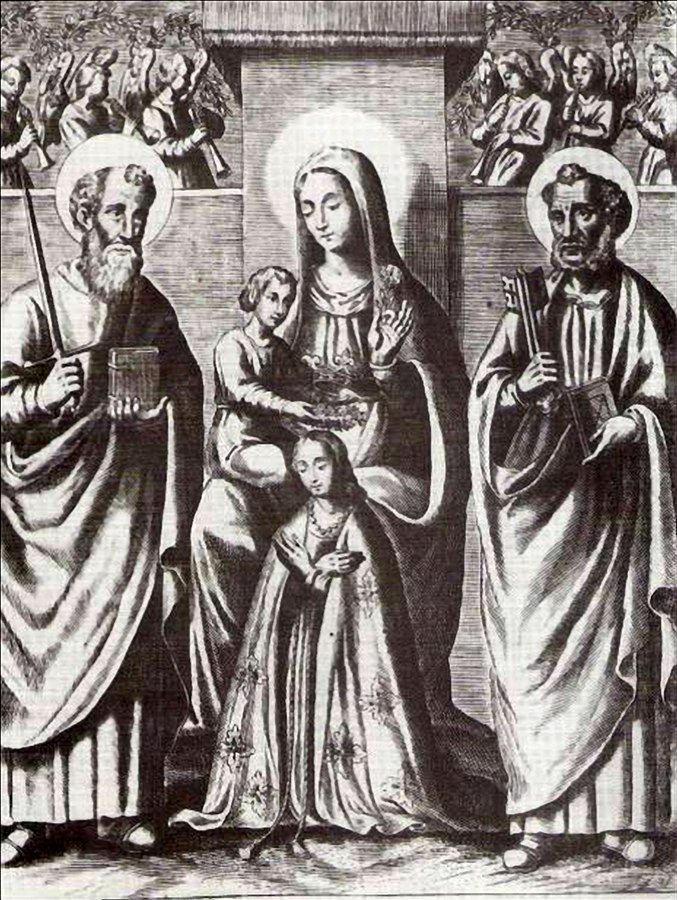
Incoronazione di santa Rosalia tra i santi Pietro e Paolo, una delle stampe a corredo del volume Vitae Sanctae Rosaliae, scritto dal gesuita Giordano Cascini nel 1627: la prima biografia della patrona di Palermo

La pala venne realizzata nel 1629 per essere collocata nella cappella della Confraternita dei Celibi (Sodaliteit van de Bejaerde Jongmans, in fiammingo) situata all'interno della chiesa di Sant'Ignazio (in seguito dedicata a San Carlo Borromeo) di Anversa, cioè la chiesa (allora) dei Gesuiti nella città sulla Schelda.
Lo stesso Van Dyck era membro della confraternita, e questa è una delle ragioni per cui la commissione venne conferita a lui che del resto, proprio per la sua appartenenza al sodalizio dei Celibi, accettò un compenso relativamente esiguo per un pittore ormai di grido. Per lo stesso ambiente, l'anno successivo, Van Dyck licenziava un altro ragguardevole dipinto raffigurante il Matrimonio mistico del beato Hermann Joseph, opera che mostra varie analogie compositive con la pala dedicata alla santa siciliana. 
Con ogni probabilità la realizzazione di una pala d'altare volta a celebrare santa Rosalia è da collegarsi al ruolo quanto mai attivo assunto dai Gesuiti per la promozione del culto della vergine palermitana, le cui reliquie erano state scoperte nel 1624 sul Monte Pellegrino, nelle vicinanze di Palermo mentre la città era flagellata da una pestilenza. La di poco successiva cessazione del morbo nella metropoli siciliana venne reputata un miracolo della santa: evento all'origine di una fervente riaffermazione del culto di Rosalia che, sorto nel dodicesimo secolo, si era via via affievolito sino quasi a scomparire.  
Tra i maggiori fautori della rinascita del culto vi furono proprio i Gesuiti palermitani: a questa congregazione religiosa, ed in particolare al membro della Compagnia padre Giordano Cascini, si deve infatti la prima agiografia della santa successiva al rinvenimento delle reliquie, data alle stampe nel 1627 con il titolo Vitae Sanctae Rosaliae, Virginis Panormitanae e tabulis, situ ac vetustate obsitis e saxis ex antris e rudieribus caeca olim oblivione consepultis et nuper in lucem.

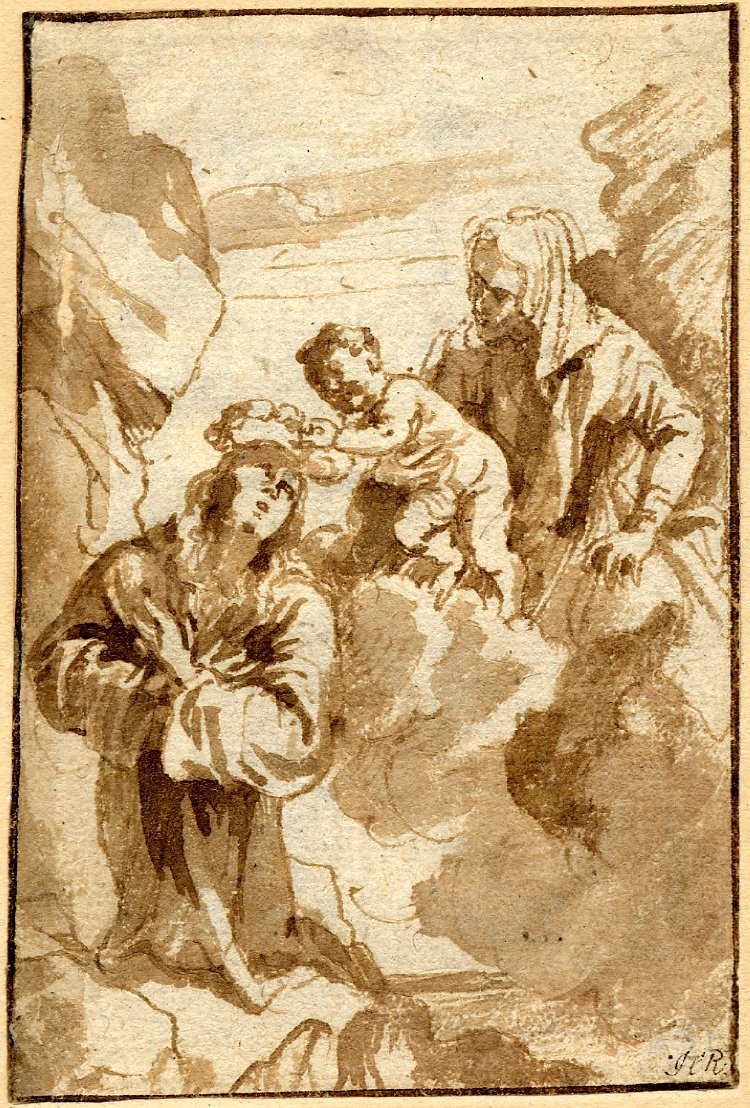
Antoon van Dyck, Santa Rosalia incoronata, Londra, British Museum, 1629. Uno dei disegni realizzati per la raccolta di immagini sulla santa palermitana edita ad Anversa nel 1629

I Gesuiti si adoperarono inoltre affinché il culto della vergine eremita si propagasse anche al di fuori dei confini siciliani e proprio Anversa fu uno dei centri europei prescelti dalla Compagnia di Gesù per iniziare a diffondere la venerazione per la santa palermitana. Nel capoluogo fiammingo infatti, anch'esso duramente colpito dalla peste nel 1626, i Gesuiti avevano fatto arrivare alcune reliquie di Rosalia, ormai riconosciuta protettrice contro il flagello. Le reliquie in questione vennero collocate proprio nella cappella della Confraternita dei Celibi della chiesa gesuita di Anversa, circostanza che naturalmente è alla base della scelta del tema della pala di Antoon van Dyck.
A ciò deve aggiungersi che quando in Sicilia vennero trovate le spoglie mortali di Rosalia, con la conseguente esplosione del suo culto, Van Dyck si trovava proprio nell'Isola (ove rimase fino al settembre del 1625) e lì realizzò una serie di dipinti dedicati alla santa che definirono la moderna iconografia della patrona di Palermo. Secondo alcune ipotesi critiche è plausibile che in questa occasione il pittore sia entrato in rapporti con i Gesuiti palermitani e con lo stesso Cascini che, come osservato, ebbero un ruolo di rilievo nella gestione delle politiche cultuali connesse alla rinascita della devozione per santa Rosalia. 
La scelta di Van Dyck per la realizzazione della pala della cappella dei Celibi potrebbe quindi connettersi a questi precedenti, che ne facevano il candidato ideale per la realizzazione di un dipinto dedicato a santa Rosalia, patrocinato dalla Compagnia di Gesù nell'ambito delle strategie della congregazione per la diffusione europea di questo nuovo culto. Forse non è un caso, inoltre, che proprio in quegli anni, sempre ad Anversa, Van Dyck fosse occupato in un'altra opera finalizzata alla promozione del culto della santa siciliana: si tratta di una serie di disegni (oggi in parte conservati nel British Museum) destinati ad essere trasposti in incisioni da porre a corredo del volume Vita S.Rosaliae Virginis Panormitanae Pestis patronae iconibus expressa, dato alle stampe ad Anversa del 1629. In merito a questi disegni (e alle incisioni che ne sono state tratte) è stato colto un nesso di derivazione con le stampe che illustravano la biografia rosaliana scritta dal Cascini nel 1627, nesso che (come si vedrà) si coglie evidente anche rispetto alla pala d'altare con l'Incoronazione di santa Rosalia licenziata proprio nello stesso anno. 
Il dipinto rimase nella sua collocazione originaria fino al 1776 quando l’arciduchessa Maria Teresa d'Austria lo acquistò insieme all'altra tela vandyckiana presente nella stessa cappella della chiesa gesuita di Anversa. Il quadro approdò così a Vienna per essere infine collocato nel Kunsthistorisches Museum, sede attuale dell'opera.

## Descrizione e stile

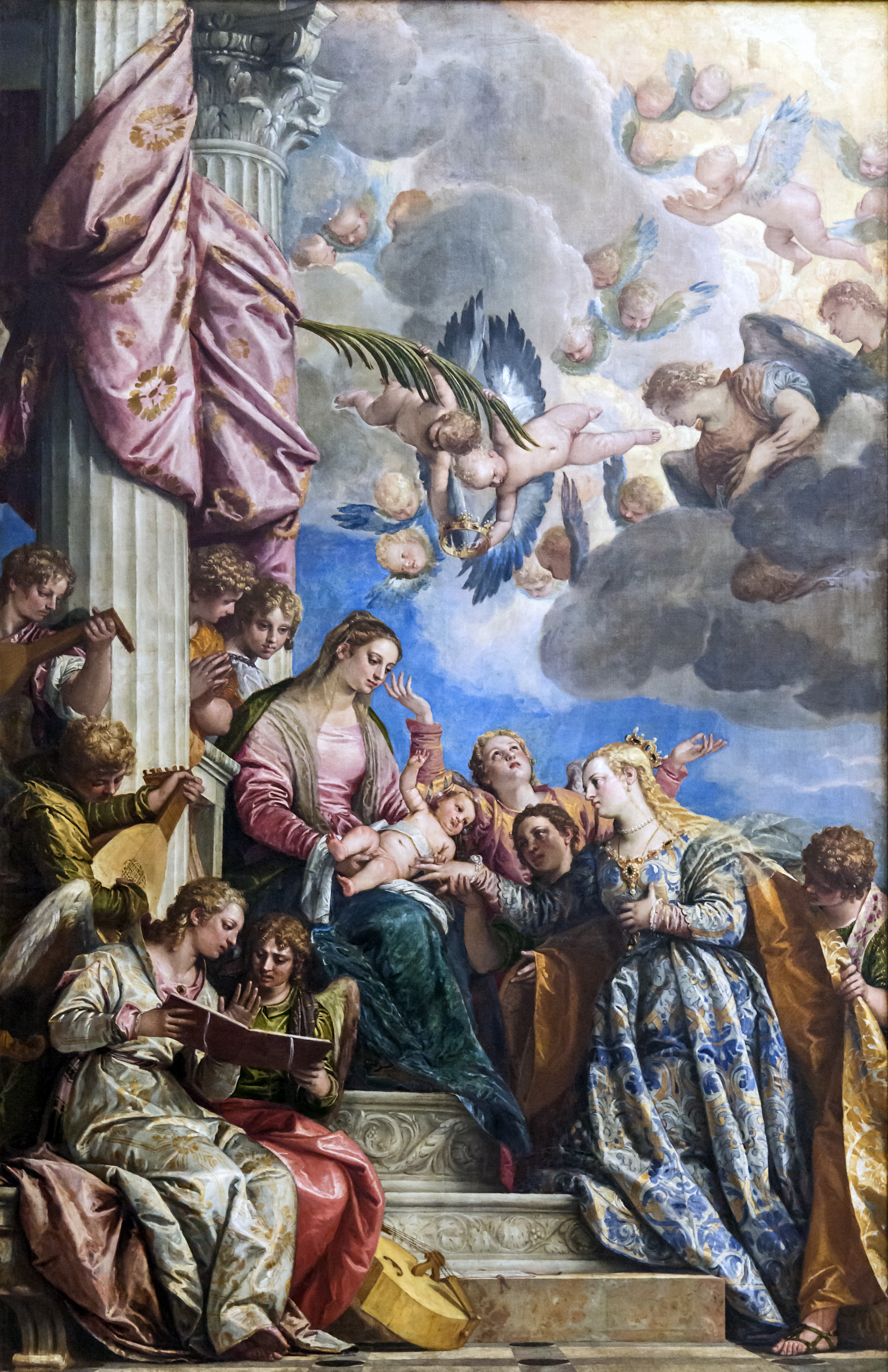
Paolo Veronese, Matrimonio mistico di santa Caterina, 1571, Venezia, Gallerie dell'Accademia

È stato osservato che nelle opere prodotte durante il suo soggiorno siciliano, ed in particolare in quelle dedicate a santa Rosalia, Van Dyck abbia più volte tratto spunto sul piano iconografico da esempi di artisti locali. Anche la tela viennese è esemplificativa di questo fenomeno.
L'episodio che vi è raffigurato, cioè santa Rosalia inginocchiata al cospetto della Vergine ed incoronata dal Bambin Gesù mentre ai lati vi sono san Pietro e san Paolo, riprende in modo letterale quanto raffigurato in una delle incisioni illustrative della Vitae Sanctae Rosaliae del Cascini. Questa incisione a sua volta deriva da un perduto dipinto di Tommaso De Vigilia (risalente al 1494) che un tempo si trovava nella chiesa di Santa Rosalia di Bivona nell'agrigentino. 

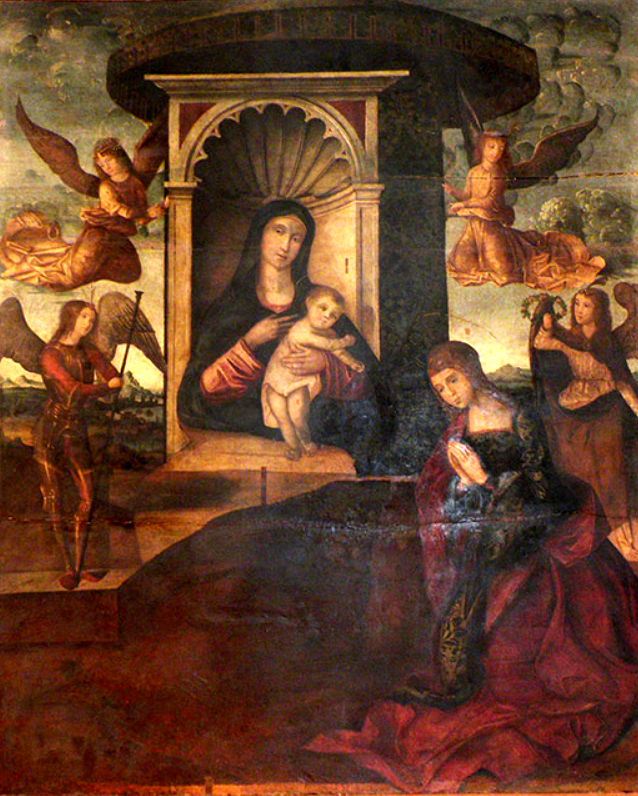
Riccardo Quartararo, Santa Rosalia in adorazione della Madonna e del Bambino, 1506 circa, Palermo, Palazzo Abatellis

Anche il dettaglio del ricchissimo manto di broccato che ricopre Rosalia - particolare che non si osserva nei precedenti dipinti del fiammingo dedicati alla vergine siciliana che è viceversa solitamente abbigliata solo di un povero saio di tipo francescano - è probabilmente una ripresa dalla stampa, anche se per tale aspetto la pala vandyckiana è stata accostata anche ad un altro precedente indigeno costituito da una tavola di Riccardo Quartararo (del 1506 circa) dove Rosalia in abiti principeschi adora la Vergine in trono col Bambino. 
Se questi esempi locali potevano avere interesse per Van Dyck sul piano tematico, poco invece potevano stimolarlo dal punto di vista stilistico e compositivo: a questo proposito il fiammingo guarda ad opere di altra caratura e segnatamente veneziane, tradizione artistica che fu di gran lunga l'oggetto principale delle riflessioni del pittore di Anversa durante i suoi anni italiani e il cui influsso fu decisivo per la formazione del suo stile.
La disposizione in diagonale della composizione e la monumentale quinta architettonica, così come le pose della Madonna, del Bambino e di santa Rosalia mostrano una significativa assonanza con il Matrimonio mistico di santa Caterina del Veronese che è chiaramente il modello seguito da Van Dyck per la pala d’altare della cappella dei Celibi. Di derivazione veneziana è anche l’acceso colore che anima il dipinto.   
Completano la composizione i tipici attributi della santa palermitana: il teschio, il giglio e le rose (simbolo di Rosalia) che si vedono nella ghirlanda con la quale essa sta per essere incoronata, nel cesto che porta la figura ancillare alle sue spalle - probabile citazione della tizianesca Salomè del Prado - e nelle mani degli angioletti in volo sulla destra della tela.   
Dall'Incoronazione di santa Rosalia di Van Dyck trasse un'incisione Paulus Pontius e forse è proprio questa stampa, più che l'originale vandyckiano, la fonte seguita da Gaspar de Crayer per la realizzazione di una composizione di identico soggetto licenziata nel 1644, come fa pensare la specularità di questo dipinto rispetto alla tela di Vienna. È significativo che il quadro di de Crayer (oggi nel museo di Gand) fosse originariamente collocato nella chiesa gesuita di Ypres, ulteriore testimonianza degli sforzi profusi dalla Compagnia per diffondere il culto di santa Rosalia nelle Fiandre.

## Galleria d'immagini

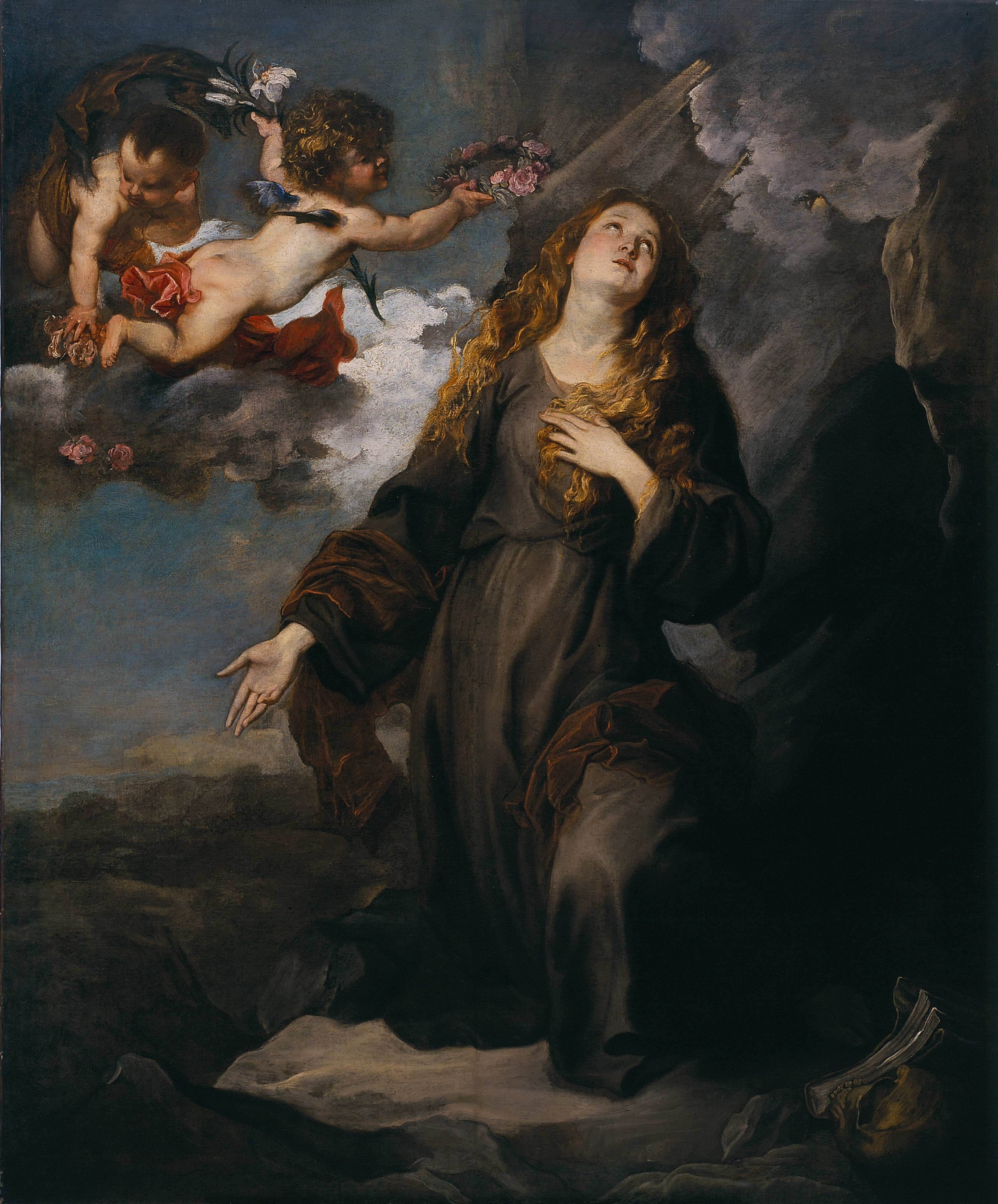
Antoon van Dyck, Santa Rosalia, 1624, Houston, Menil Collection
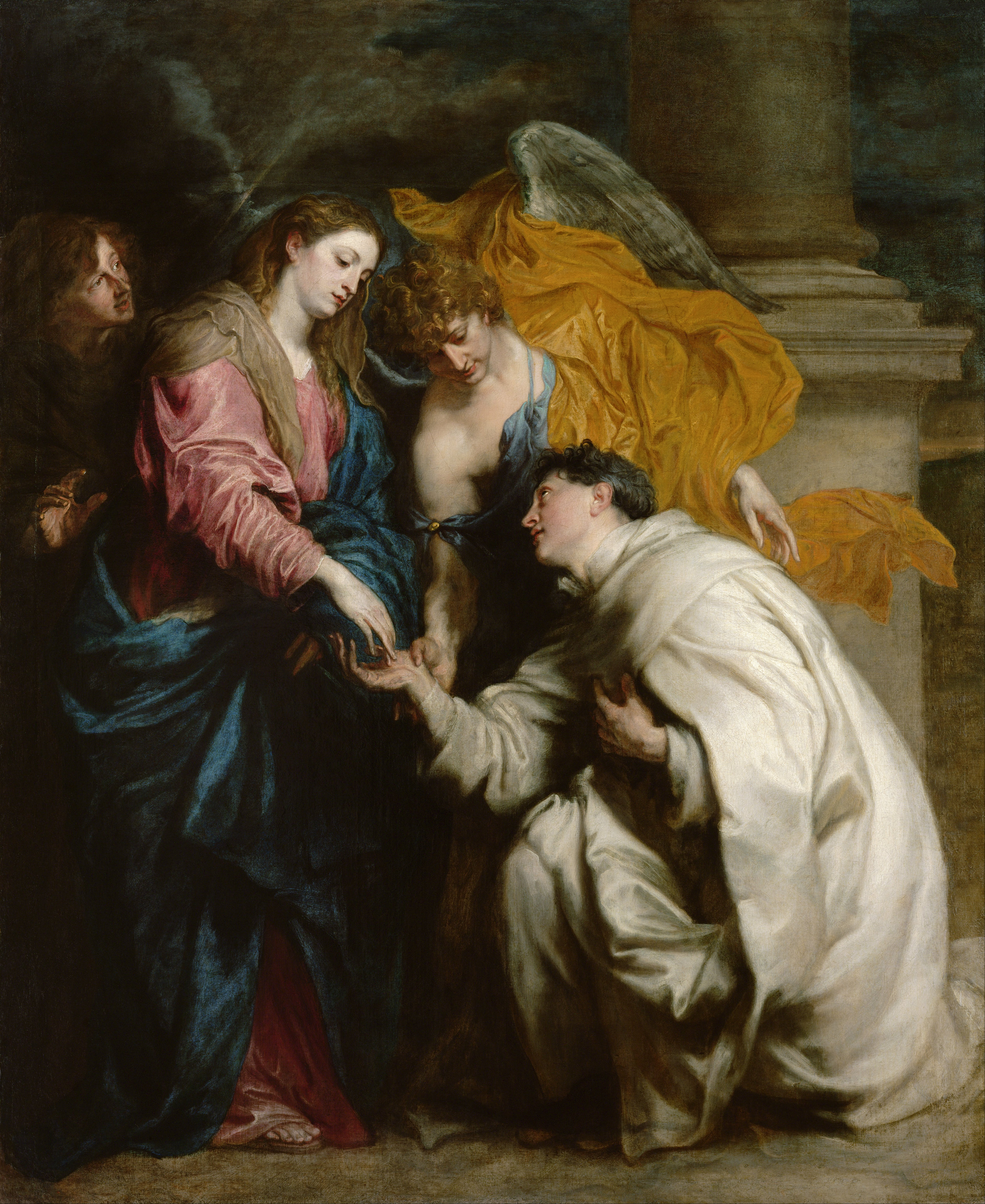
Antoon van Dyck, Matrimonio mistico del beato Hermann Joseph, 1630, Vienna, Kunsthistorisches Museum
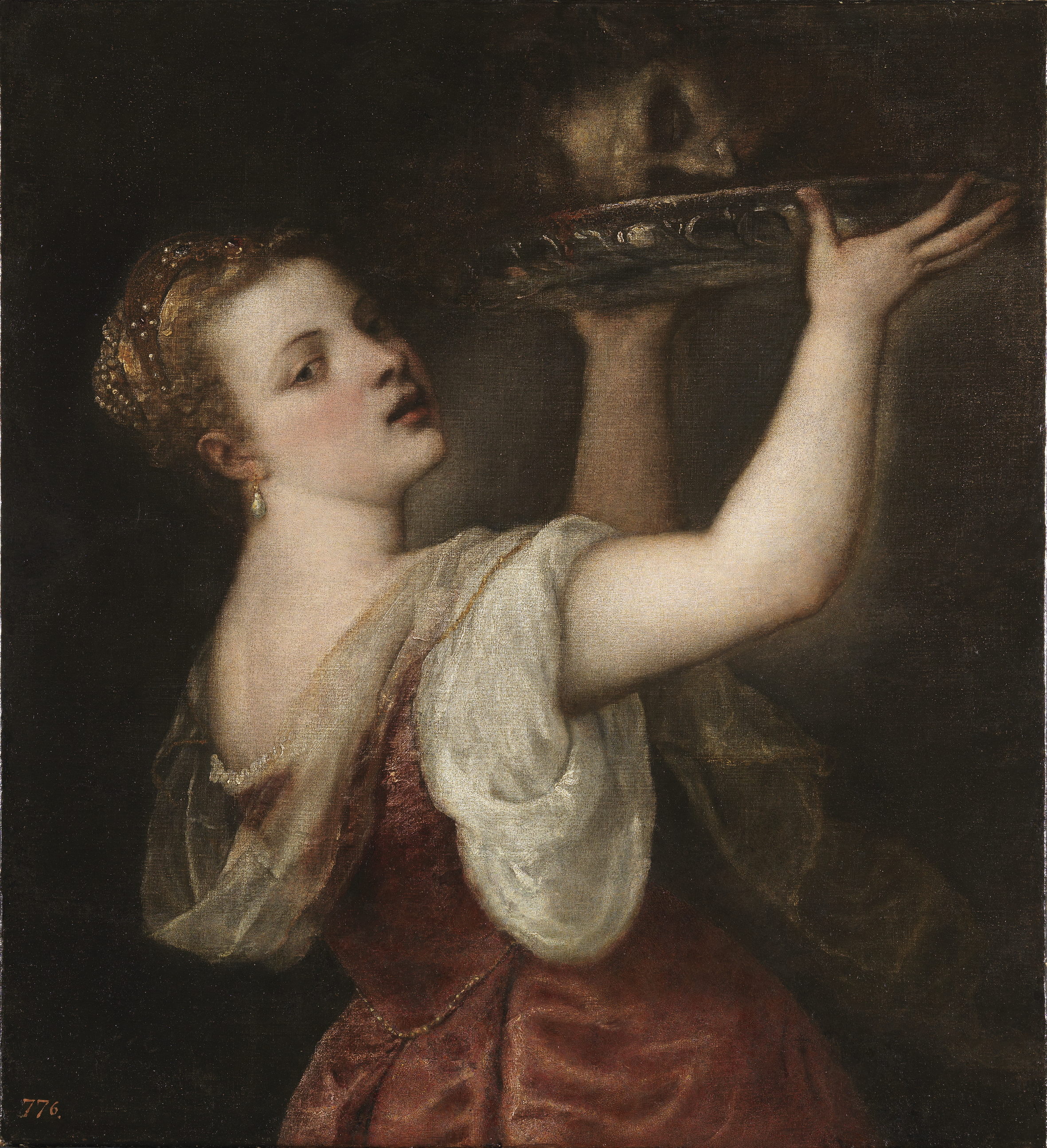
Tiziano, Salomè, 1550 circa, Madrid, Prado
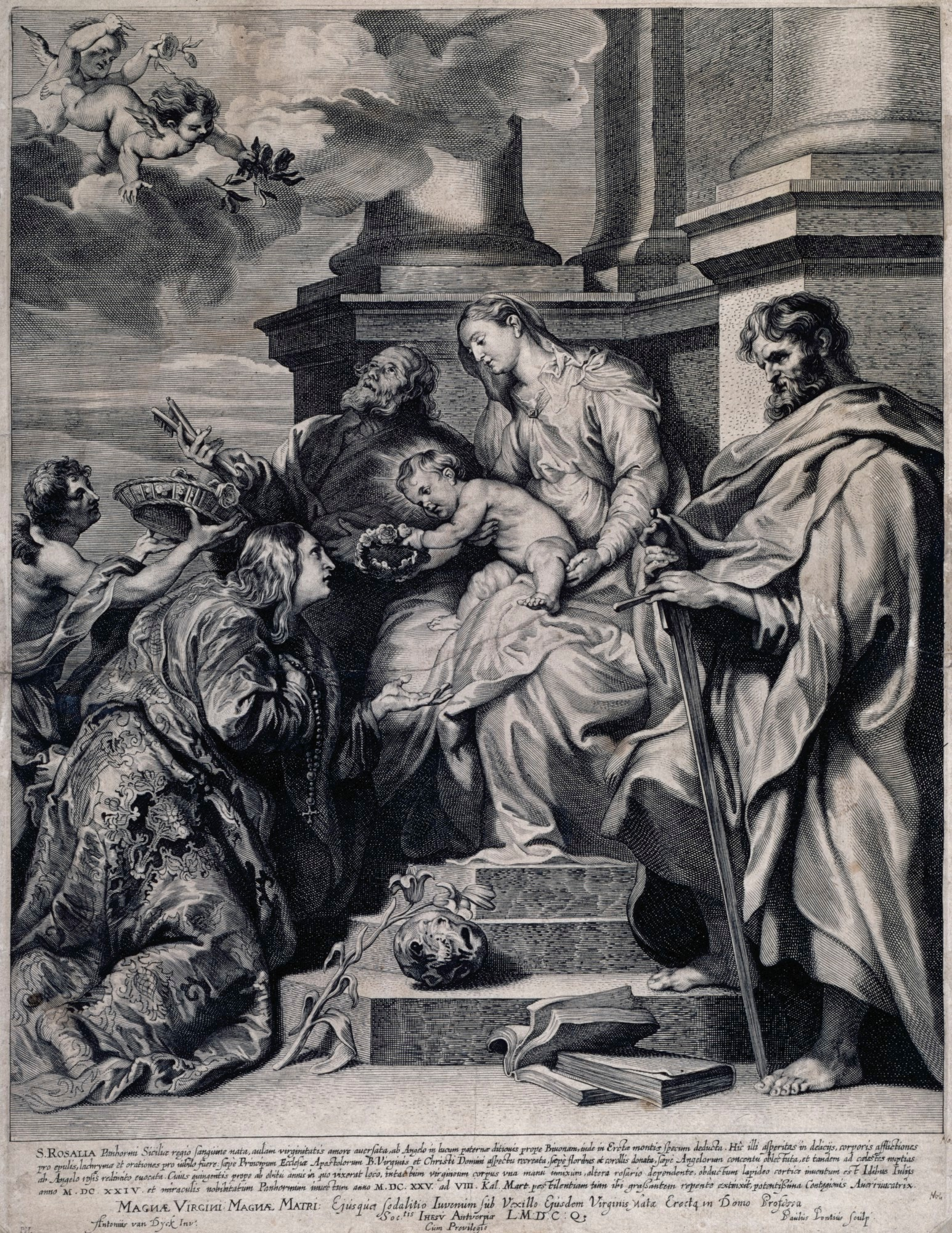
Paulus Pontius, Incoronazione di santa Rosalia, 1629-1658
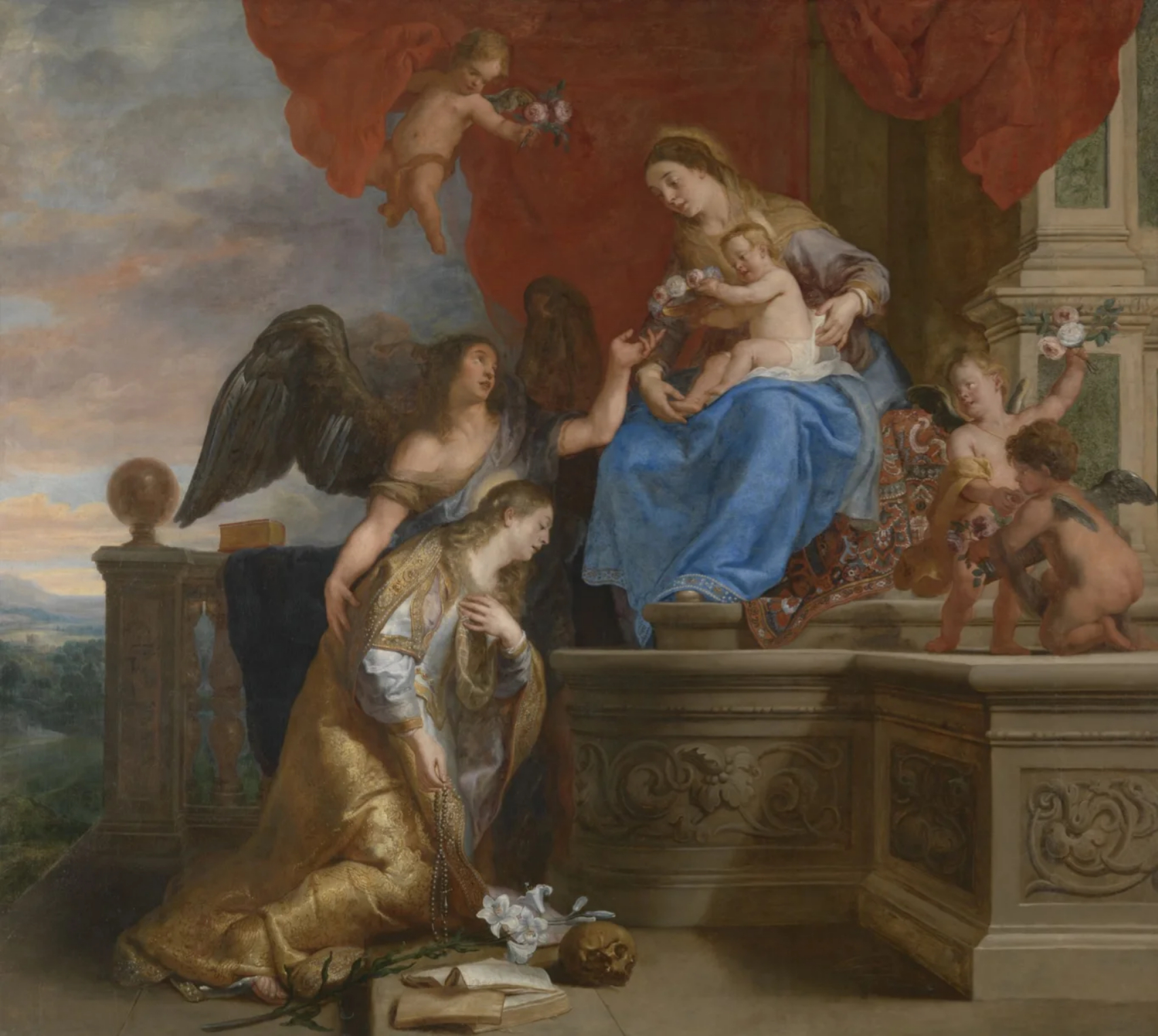
Gaspar de Crayer, Incoronazione di santa Rosalia, 1644, Gand, Museo di belle arti